# Lissodendoryx corallorhizoides
Lissodendoryx corallorhizoides är en svampdjursart som först beskrevs av Robert Fredric Fredrik Fristedt 1887.  Lissodendoryx corallorhizoides ingår i släktet Lissodendoryx och familjen Coelosphaeridae. Inga underarter finns listade i Catalogue of Life.